# Улица Нечаева (Апатиты)
Улица Нечаева — улица в городе Апатиты. Названа в честь высококвалификацированного врача-хирурга, инициатора внедрения новых методов в диагностику и лечение пациентов Нечаева Николая Дмитриевича.

## История
В 1989 году, по решению городского совета, Фестивальный проезд переименован в улицу имени Н. Д. Нечаева, врача-основателя хирургического отделения Апатитской городской больницы.

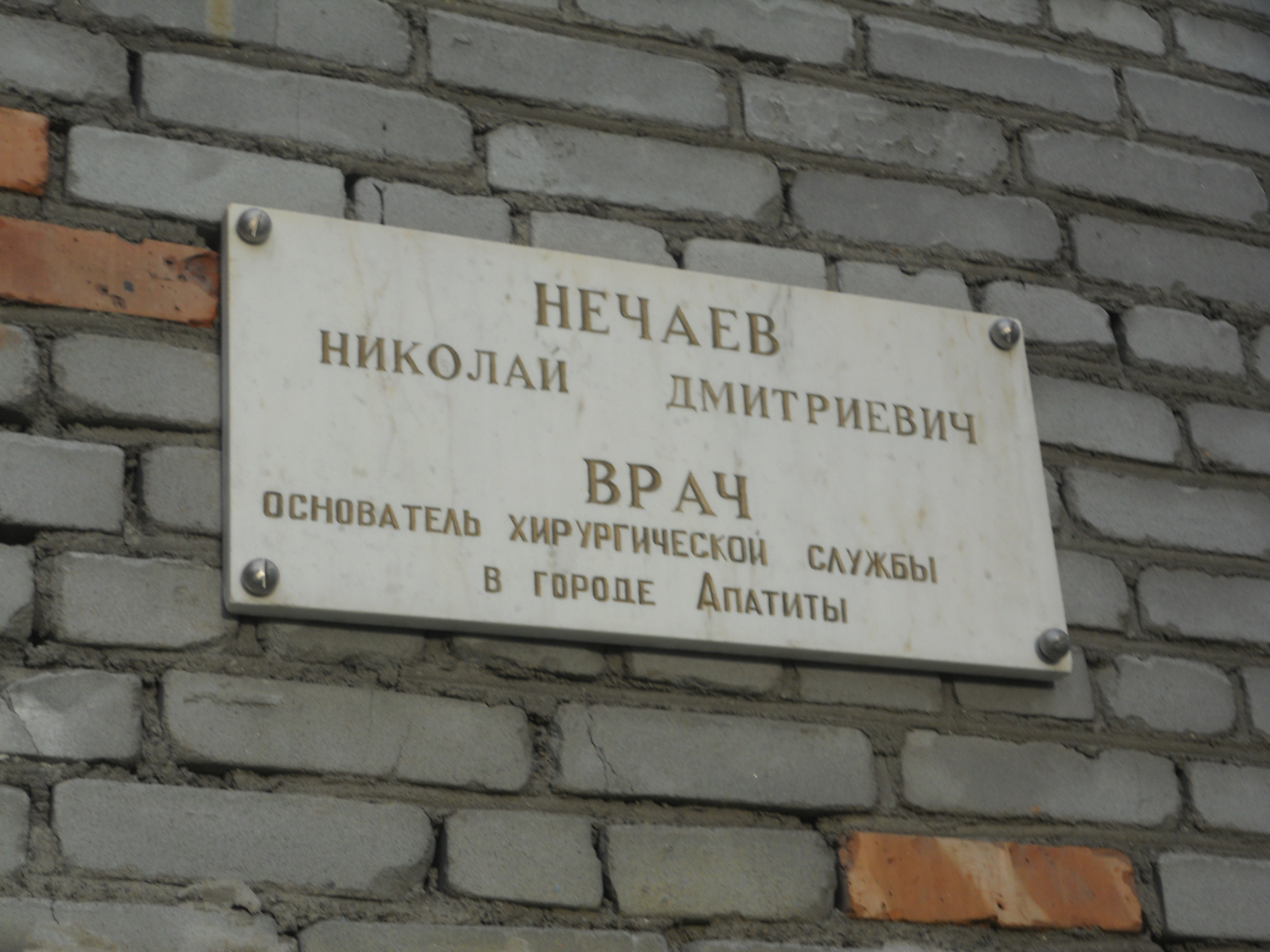
Мемориальная доска Нечаеву Н. Д.

«Учитывая большие заслуги бывшего заведующего хирургическим отделением городской больницы в становлении медицинского обслуживания года, его большую популярность среди жителей, присвоить улице „Фестивальный проезд“ имя Нечаева.
Апатитской городской больнице изготовить, а производственному предприятию жилищно-коммунального хозяйства установить на одном из домов по улице Нечаева мемориальную доску».

## Расположение улицы
Расположена улица в основной части города, проходя с севера на юг.
Начинается Нечаева улица от стыка с улицей Фестивальной. Заканчивается, упираясь в улицу Бредова. Имеет одностороннее движение от улицы Бредова до улицы Фестивальной.

## Пересекает улицы
- ул. Бредова
- ул. Фестивальная

## Здания
- № 3 — Кафе «Шоколад».
- № 4 — Ломбард.
- № 5 — ООО «Эко Спектр».

## Транспорт
По самой улице городской транспорт не ходит.
Но на пересечении с улицей Бредова располагается остановка общественного транспорта «Поликлиника» с автобусными маршрутами № 6, 7к, 8, 9, 11, 12, 102, 128, 135, 136э и маршрутки № 102.